# Ernst W. Selmer
Ernst Westerlund Selmer, född den 23 april 1890 i Funbo socken i Uppsala län, död den 14 april 1971 i Bærum i Akershus fylke, var en norsk språkforskare, far till matematikern Ernst Sejersted Selmer och juristen Knut Sejersted Selmer. 
Selmer blev docent i germansk filologi och allmän fonetik vid Universitetet i Oslo 1924, professor 1937. Han blev emeritus 1960. Som grundläggare och förestådare av Fonetisk institutt 1918 blev han en föregångsman inom den experimentella fonetiken i Norge. Särskilt viktiga är hans undersökningar av accent- och intonationsförhållanden i norska stads- och bygdemål. Hans Håndbok i elementær fonetikk (1921) var i över en mansålder lärobok vid norska universitet.